# Centropyxis aculeata
Centropyxis aculeata is een soort in de taxonomische indeling van de Amoebozoa. Deze micro-organismen hebben geen vaste vorm en hebben schijnvoetjes. Met deze schijnvoetjes kunnen ze voortbewegen en zich voeden. Het organisme komt uit het geslacht Centropyxis en behoort tot de familie Centropyxidae. Centropyxis aculeata werd in 1859 ontdekt door F. Stein.